# Pont Neuf

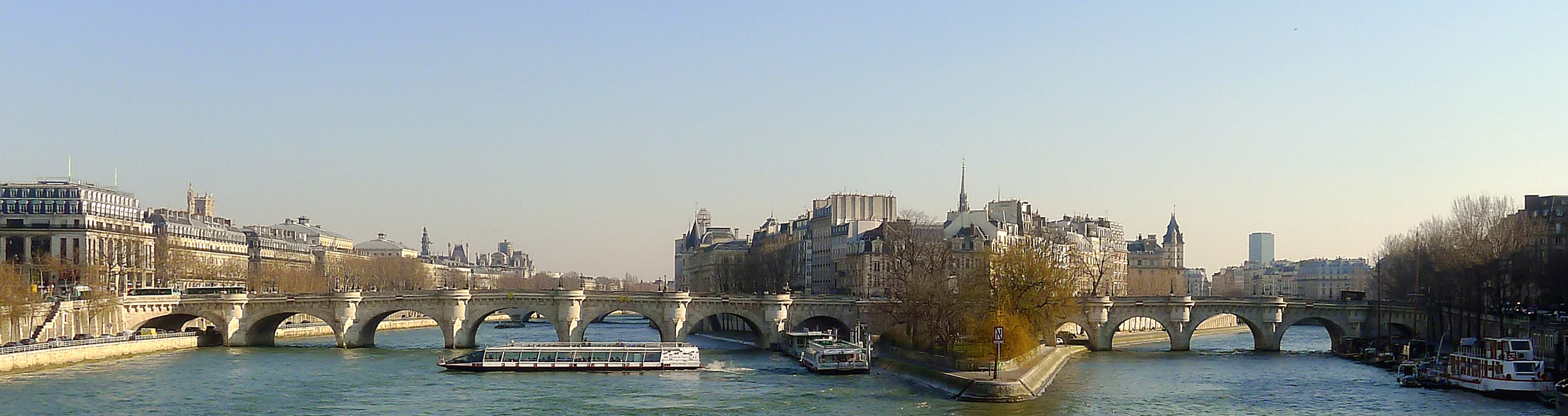
Pont Neuf mit Île de la Cité

Die Pont Neuf (deutsch Neue Brücke) ist die älteste im Originalzustand erhaltene Brücke über die Seine in Paris. Ihr Bau begann 1578 und dauerte bis 1607 an.

## Brückendaten

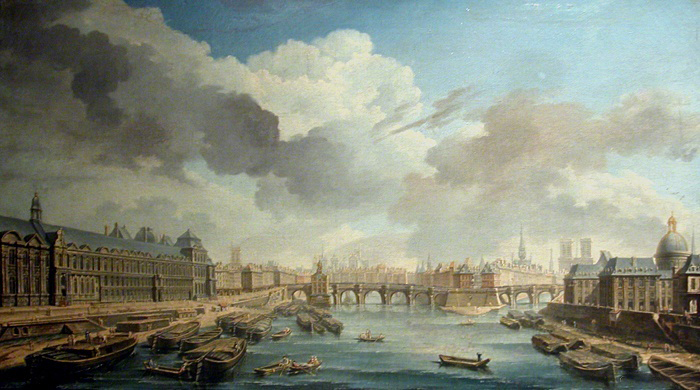
Nicolas Raguenet: Grande Galerie du Louvre, Pont-Neuf und Collège des Quatre-Nations (1756)

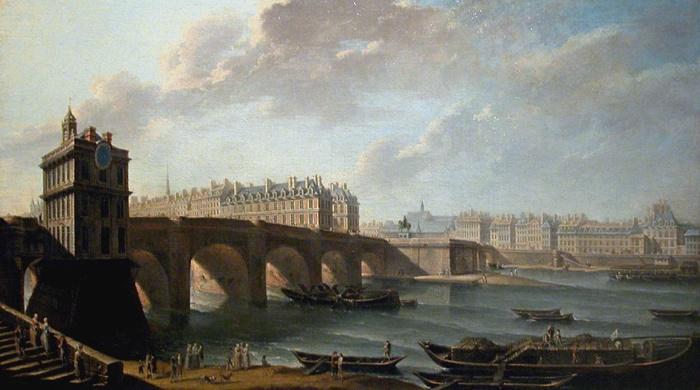
Nicolas Raguenet: Der Pont-Neuf, die Samaritaine und die Westspitze der Île de la Cité (um 1750/60)

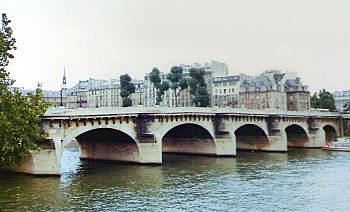
Blick vom Quai du Louvre auf den Pont Neuf

Die Bogenbrücke ist 238 m lang und 20 m breit. Sie verbindet den Quai du Louvre am rechten Seineufer im 1. Arrondissement mit dem Quai de Conti und dem Quai des Grands Augustins am linken Seineufer im 6. Arrondissement. Etwa in der Mitte überquert sie die westliche Spitze der Île de la Cité. Rechts der Seine wird sie von der Rue du Pont Neuf fortgesetzt, links der Seine von der Rue Dauphine.

## Geschichte
Mitte des 16. Jahrhunderts gab es in Paris nur vier Brücken, den Petit Pont, Pont Notre-Dame, Pont Saint-Michel und Pont au Change. Der Bau einer weiteren – neuen – Brücke, die den Louvre mit dem aus der Abtei St. Germain-des-Prés hervorgegangenen Marktflecken verbinden sollte, wurde immer dringender, da der umfangreiche Großstadtverkehr bereits große Schäden an den existierenden Brücken angerichtet hatte, die zudem noch komplett mit Häusern bebaut waren.
Bereits 1556 hatte König Heinrich II. den Bau einer neuen Brücke ins Auge gefasst, sein Plan scheiterte aber lange am Widerstand der Pariser Kaufleute. Erst mehr als zwanzig Jahre später, am Abend des 31. Mai 1578, legte König Heinrich III. den Grundstein für die fünfte Pariser Brücke, deren wesentliche Besonderheit sein sollte, dass auf ihr keine Häuser und Geschäfte stehen sollten. Man sollte sie also überschreiten und dabei zugleich die unter ihr hindurchfließende Seine sehen können. Das hatte es in Paris noch nicht gegeben und stieß bei der Pariser Kaufmannschaft, die dem nicht genutzten Verkaufsraum auf der Brücke nachtrauerte, auf Ablehnung.
Entworfen wurde die Brücke, eine asymmetrische Kombination von Rundbögen, von Baptiste Androuet du Cerceau. Deren Spannweiten, die zwischen 9 und 19 Metern betrugen, variierten im Vergleich zueinander wie auch in den flussaufwärts und flussabwärts gelegenen Seiten desselben Bogens.
Die Brücke wurde schließlich nach fast dreißigjähriger Bauzeit in der Regierungszeit von König Heinrich IV. fertiggestellt. Auch bei der nur zwei Jahre später fertiggestellten Pont Henri IV in Châtellerault und bei der erst 25 Jahre später fertiggewordenen Pont Neuf in Toulouse wurden trotz ähnlicher Breite keine Bebauungen zugelassen.
Unter Napoleon III. erfuhren die Brückenfundamente einen völligen Neubau. Die Bögen über den nördlichen Flussarm wurden elliptisch gestaltet.
1985 wurde die Brücke vom Künstlerehepaar Christo und Jeanne-Claude verhüllt. Die Vorbereitungsphase zu diesem Projekt hatte zehn Jahre gedauert, was unter anderem daran lag, dass das Einverständnis des damaligen Bürgermeisters von Paris, Jacques Chirac, eingeholt werden musste.

## Besonderheiten

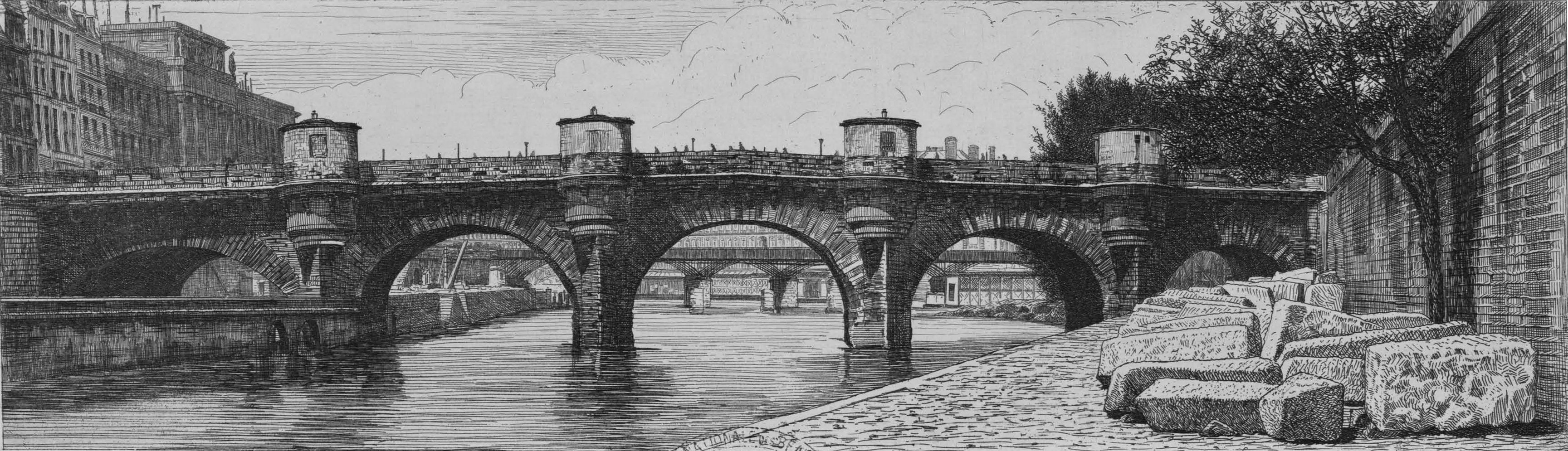
Pont Neuf (1852) mit kleinen Läden (Boutiques) auf den Stützpfeilern

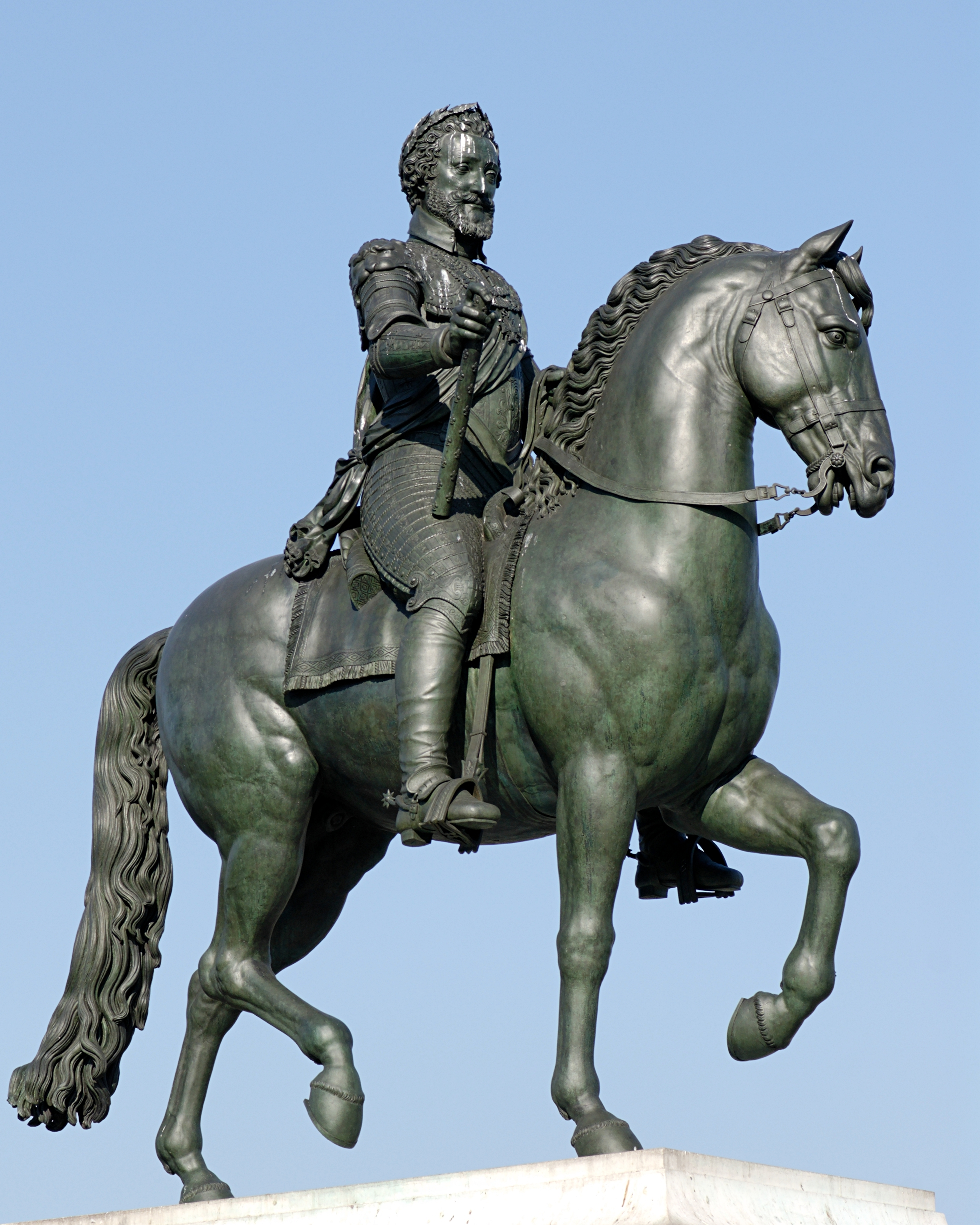
Reiterstandbild von Heinrich IV.

Pont Neuf war die erste Brücke, welche die Ufer durchgehend miteinander verband und nicht eine auf einer der Inseln versetzte Straße weiterführte. Da es auf ihr nahezu keine Häuser gab, konnte man bei ihrer Überquerung immer wieder die Seine sehen, jedoch gab es auch einige Verkaufshäuschen jeweils oberhalb der Pfeiler. In einem Pumpturm namens La Samaritaine waren bis 1813 Pumpen zur Wasserversorgung des Jardin des Tuileries untergebracht, siehe Nicolas Raguenets Gemälde. Außerdem waren auf ihr erstmals in Paris beiderseits von der Fahrfläche abgetrennte Gehwege.
In der Brückenmitte steht eine Reiterstatue Heinrich IV., eine Skulptur von François-Frédéric Lemot (1818) nach dem Vorläufer-Standbild von Pietro Tacca (1618), nachdem dieses von der Witwe in Auftrag gegebene Werk in der Französischen Revolution zerstört worden war.

## Verschiedenes
- Die Brücke war zentrale Kulisse des Films Die Liebenden von Pont-Neuf (1991) von Leos Carax.
- Im US-amerikanischen Spielfilm Die Bourne Identität (2002) versucht die Hauptfigur Jason Bourne, sich an der Pont Neuf mit seinem ehemaligen Arbeitgeber zu treffen.
- Am rechten Ufer der Seine befindet sich am Brückenende das nach dem ehemaligen Pumpturm benannte frühere Warenhaus La Samaritaine.